# Een Royaal Gebaar
Stichting Een Royaal Gebaar was een stichting die opkwam voor de rechten van migranten zonder papieren, in het bijzonder voor de rechten van asielzoekers.
De stichting is regelmatig in het nieuws geweest, onder andere vanwege de aangifte tegen minister Rita Verdonk (VVD, Vreemdelingenzaken) en Piet Hein Donner (CDA, Justitie). De stichting acht de ministers verantwoordelijk voor de dood van elf illegalen, die omkwamen tijdens de brand in het cellencomplex op Schiphol.
In 2007 hief Een Royaal Gebaar zichzelf op omdat zij met het generaal pardon in het regeerakkoord haar doel bereikt meende te hebben.